# Боровская, Александра Алексеевна
Александра Алексеевна Боровская — советский монтажёр фильмов.

## Биография
Монтажёр киностудии «Ленфильм».
Член Союза кинематографистов СССР (Свердловское отделение).

## Фильмография
1. 1946 — Остров Безымянный  (Режиссёры-постановщики: Адольф Бергункер, Михаил Егоров)
2. 1947 — За тех, кто в море (Режиссёр-постановщик: Александр Файнциммер)
3. 1953 — Над Неманом рассвет  (Режиссёры-постановщики: Андрей Апсолон, Адольф Бергункер, Александр Файнциммер)
4. 1955 — Овод (Режиссёр-постановщик: Александр Файнциммер)
5. 1957 — Рядом с нами  (Режиссёр-постановщик: Адольф Бергункер)
6. 1958 — Наш корреспондент  (Режиссёр-постановщик: Анатолий Граник)
7. 1960 — Человек с будущим  (Режиссёр-постановщик: Николай Розанцев)
8. 1962 — 713-й просит посадку  (Режиссёр-постановщик: Григорий Никулин)
9. 1963 — Родная кровь  (Режиссёр-постановщик: Михаил Ершов)
10. 1964 — Джура  (Режиссёр-постановщик: Адольф Бергункер)
11. 1965 — Перекличка  (Режиссёр-постановщик: Даниил Храбровицкий)
12. 1967 — И никто другой  (Режиссёр-постановщик: Иосиф Шульман)
13. 1967 — Попутного ветра, «Синяя птица»  (Режиссёр-постановщик: Михаил Ершов)
14. 1971 — Гойя, или Тяжкий путь познания  (Режиссёр-постановщик: Конрад Вольф)
15. 1973 — Крах инженера Гарина  (ТВ) (Режиссёр-постановщик: Леонид Квинихидзе)
16. 1974 — Соломенная шляпка  (ТВ) (Режиссёр-постановщик: Леонид Квинихидзе)
17. 1981 — Пропавшие среди живых  (Режиссёр-постановщик: Владимир Фетин)
18. 1982 — Голос  (совместно с Ольгой Амосовой) (Режиссёр-постановщик: Илья Авербах)
19. 1983 — Торпедоносцы  (Режиссёр-постановщик: Алексей Герман)

## Признание и награды
Была монтажёром фильмов, получивших признание в СССР и за рубежом:
- 1971 — Гойя, или Тяжкий путь познания — Специальный приз жюри и приз Союза художников СССР «за художественно-изобразительное решение» на VII МКФ в Москве (1971).
- 1983 — Торпедоносцы — Приз за лучший фильм военно-патриотической тематики картине, Диплом Краснознаменного киевского военного округа фильму на XVII ВКФ (1984).